# Walter Jockisch

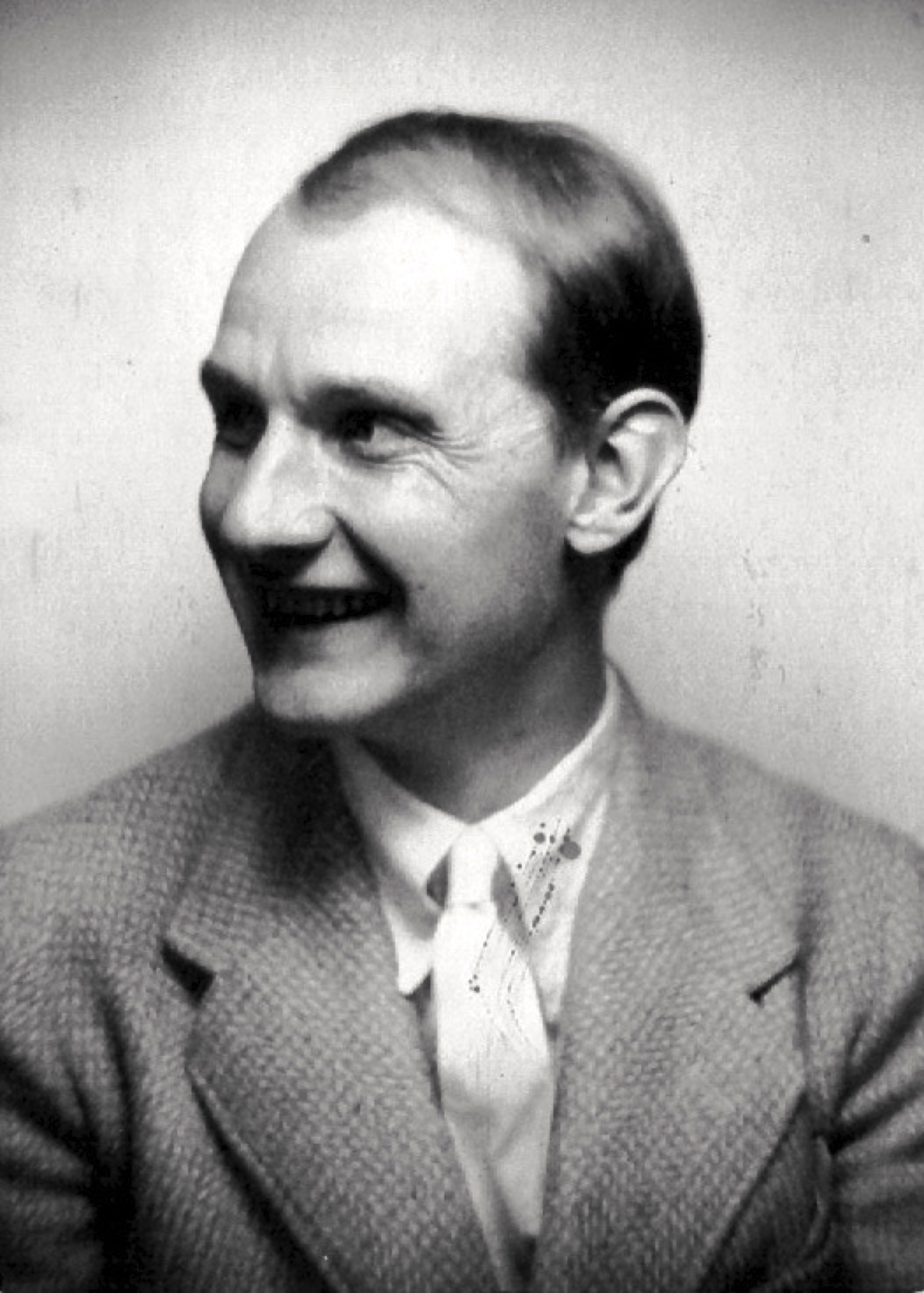
Walter Jockisch, um 1933

Walter Max Guido Jockisch (* 20. Februar 1907 in Arolsen, Freistaat Waldeck; † 22. März 1970 in München, Bayern) war ein deutscher Pädagoge, Dramaturg, Librettist, Opernregisseur und -intendant.

## Familie
Walter Jockisch war das einzige Kind des Oberregierungs-Medizinalrats und Königlich Preußischen Stabsarztes Franz Max Louis Paul Jockisch (* 27. März 1865 in Breslau; † 2. Januar 1947 in Bad Nauheim) und dessen erster Ehefrau Harriet Edeline Eugenie Melanie (* 1878 in Potsdam; † 7. November 1929 in Frankfurt am Main), geborene von Schlicht. Beide Eltern waren evangelisch.

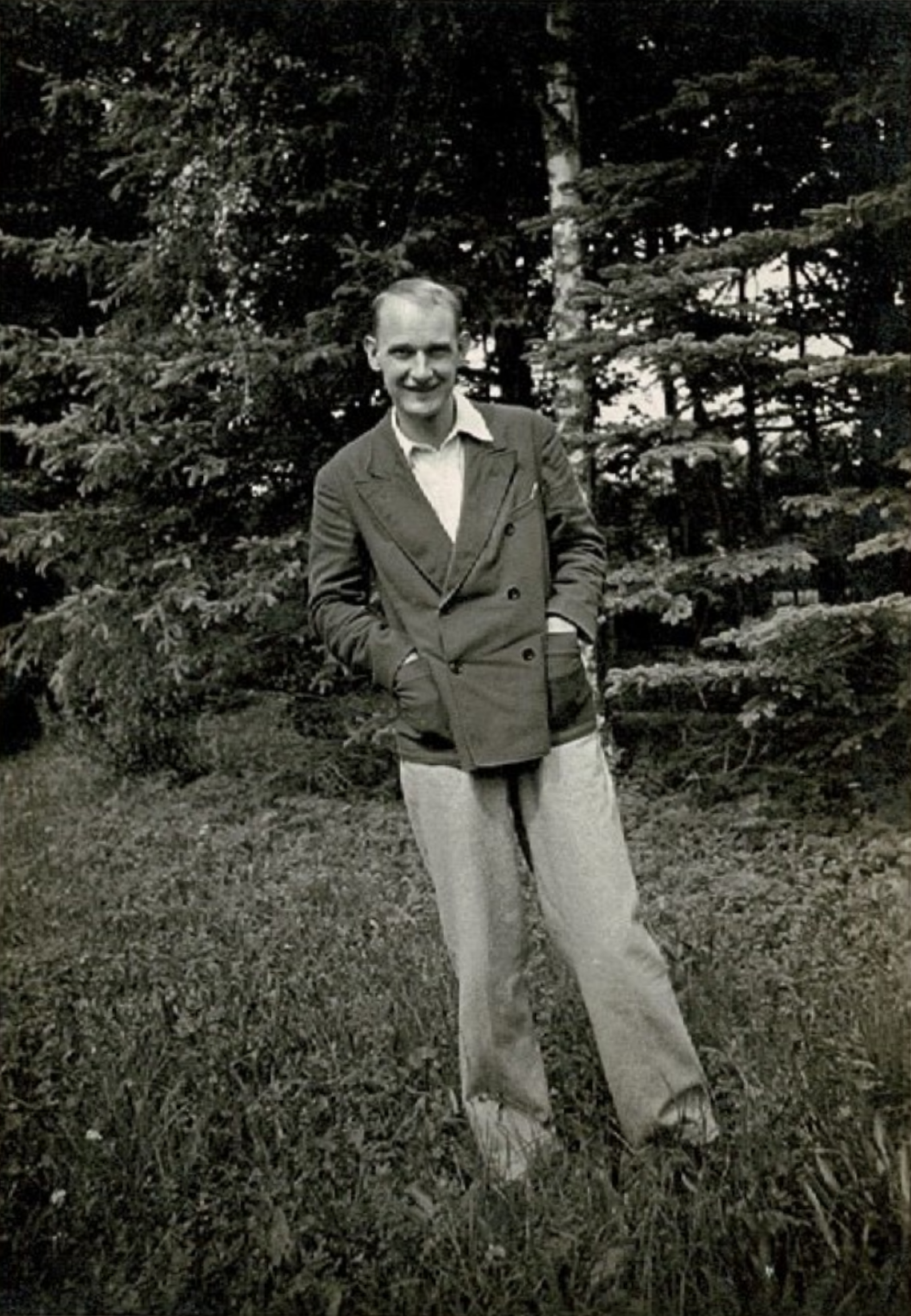
Walter Jockisch, um 1932

Am 16. August 1933 heiratete Walter Jockisch in Berlin-Wilmersdorf die Schriftstellerin Gisela Günther (* 4. Dezember 1905 in Wien; † 1985), geborene Schoenfeld. Als Trauzeugen fungierten die Schriftstellerin Paula Ludwig aus Ehrwald in Tirol, deren Sohn Karl Siegfried „Friedel“ ein Schüler Jockischs auf der Nordseeinsel Juist gewesen war, und Gretha Schaettler aus Berlin. Aus dieser Ehe ging nominell eine Tochter, Michaela „Michele“ (* 10. November 1933 in Ehrwald, Tirol; ab 1957 verheiratet mit Richard Schenkirz) hervor.
Gisela Günther, geborene Schoenfeld, war zuvor bereits verheiratet gewesen, unter der Berufsangabe Schauspielerin erstmals ab Februar 1924 mit dem aus Stolp in Pommern stammenden Kaufmann Heinrich Max Franz Westphal (* 1. August 1900), der in Charlottenburgs Schlüterstraße 12 wohnte.
Jockisch ging durch die kurzfristig angesetzte Heirat mit Gisela „Gi“ bzw. „Gisi“ Günther, geborene Schoenfeld, eine Scheinehe ein. Seine Braut stand kurz vor der Geburt eines unehelichen Kindes, das sie mit einem Ausländer gezeugt hatte. Jockisch wollte dem Ungeborenen während der Zeit des Nationalsozialismus ermöglichen, als vermeintlich „arisches“ Kind geboren und entsprechend klassifiziert zu werden. Seine Schein-Ehefrau hatte er an der Schule am Meer kennengelernt, wo diese später mit dem dort wirkenden Chor- und Orchesterleiter Eduard Zuckmayer, dem älteren Bruder des Schriftstellers Carl Zuckmayer, liiert war.
Nach der schon 1934 vollzogenen Scheidung folgten Gisela Jockisch, geborene Schoenfeld, und ihre Tochter Michaela „Michele“ im Jahr 1938 Eduard Zuckmayer ins türkische Exil nach Ankara, wo dieser – vermittelt durch Paul Hindemith und auf Einladung von Staatspräsident Kemal Atatürk – in der Folge die gesamte türkische Musiklehrer-Ausbildung im Sinne der deutschen Jugendmusikbewegung bis heute prägen sollte. Zuckmayer konnte Gisela Jockisch jedoch erst 1947 heiraten, weil die NS-Behörden den expatriierten Emigranten eine Ehefähigkeitsbescheinigung verweigert hatten, und adoptierte in der Folge Jockischs nominelle Tochter Michaela „Michele“.
Im Jahr 1946 kam Jockischs Jugendfreundin Grete Weil, geborene Dispeker, die mit seinem 1941 im Konzentrationslager Mauthausen ermordeten Freund Edgar Weil verheiratet gewesen war, aus ihrem niederländischen Exil zu Besuch. Wie es beide nach der Todesmitteilung Edgar Weils anlässlich Jockischs Besuch im Herbst 1941 in den Niederlanden miteinander vereinbart hatten, lebte Grete Weil ab 1947 zunächst in Darmstadt mit Jockisch zusammen; erst am 13. Februar 1961 heirateten sie in Frankfurt am Main.

„Ich ging in keine Einsamkeit, ich ging zu einem Mann, der mich erwartete, meinem Jugendfreund Walter Jockisch. Da er, der Opernregisseur geworden war, Deutschland nie verlassen hatte, besaß er einen großen Freundeskreis, der bald auch der meine wurde.“

## Schule
Walter Jockisch wuchs für rund dreizehn Jahre zunächst im Heiligenbrunner Weg 6 in Danzig-Langfuhr auf, wo er die Schule besuchte, bis seine Familie etwa 1920 nach Frankfurt am Main in die Holbeinstraße 19 im Stadtteil Sachsenhausen umzog. Er besuchte in der Folge die Musterschule und freundete er sich eng mit den Brüdern Edgar (1908–1941) und Hans Joseph Weil (1906–1969) an, den Söhnen des promovierten chemisch-pharmazeutischen Fabrikanten Richard Weil, die in der Friedberger Anlage 9 wohnten, nahe dem Unternehmenssitz ihres Vaters in der Grüne Straße 11–13. Durch diese lernte er etwa 1923/24 deren Großcousine Grete Dispeker und ihre Freundin Doris von Schönthan kennen. Er gehörte dadurch zum erweiterten Freundeskreis zweier Kinder von Thomas Mann, den eng miteinander verbundenen Geschwistern Erika und Klaus Mann. Ostern 1925 legte er an der Musterschule seine Reifeprüfung ab.

## Studium
Danach studierte er an der Universität zu Frankfurt am Main und an der Friedrich-Wilhelms-Universität zu Berlin Germanistik, Geschichte und Englisch, und schloss sein Studium im Jahr 1929 in Berlin mit einer Inauguraldissertation zum Thema Andreas Gryphius und das literarische Barock und seiner Promotion zum Doctor philosophiae (Dr. phil.) ab.

## Berufliche Entwicklung

### Pädagoge

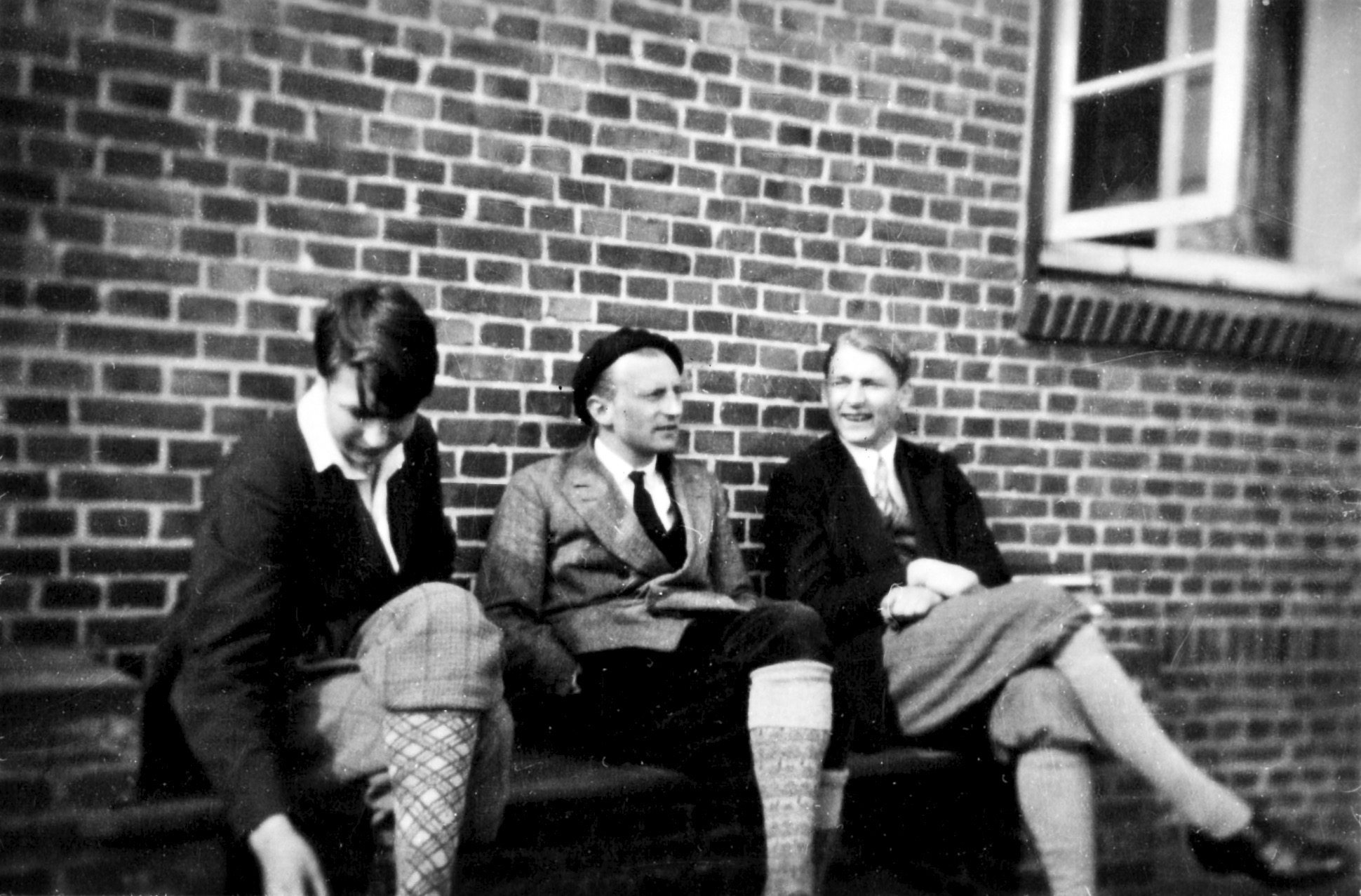
Die Lehrer Friedrich Könekamp (Mitte) und Walter Jockisch (rechts), links: Abiturient Walter Georg Kühne, auf dem Areal der Schule am Meer, Juist, 1930

Jockisch war zunächst vom 19. April 1930 bis zum 18. März 1932 als Lehrer für Deutsch, Geschichte, Englisch und Latein an dem von Martin Luserke geleiteten reformpädagogischen Landerziehungsheim Schule am Meer auf der ostfriesischen Nordseeinsel Juist tätig, wo er sich für das von Luserke betriebene Darstellende Spiel engagierte. Jockisch wurde durch die einzigartige freistehende Bühnenhalle des Internats geprägt, von der in der Endphase der Weimarer Republik Impulse für das Laienspiel, die Jugendbewegung, die Jugendmusikbewegung und das professionelle Theater ausgingen. Luserke und Carl Zuckmayer texteten an der Schule am Meer für Kompositionen Eduard Zuckmayers. Zu Jockischs Kollegen zählten außerdem u. a. Rudolf Aeschlimann, Fritz Hafner, Friedrich Könekamp, Heinrich Meyer, Anni und Paul Reiner, Günther Rönnebeck sowie Kurt Sydow. Er freundete sich eng mit dem Schüler Heinz-Günther Knolle (1912–1999) an, der ab September 1929 auch mit Grete Dispeker befreundet war. Jockisch und Knolle lebten ab 1932 in einer Wohngemeinschaft an der Weinmeisterhöhe in Berlin-Pichelsdorf, Knolle studierte an der Friedrich-Wilhelms-Universität zu Berlin. Jockisch, der sich nach dem 30. Januar 1933 als Lehrer nicht den Vorgaben des Nationalsozialismus zu unterwerfen gedachte, orientierte sich demzufolge beruflich neu und fand angesichts seiner Gegnerschaft zum NS-Staat ein politisch weitgehend neutrales Wirkungsfeld.

### Spielleiter und Intendant
Zwischen 1935 und 1937 wirkte Jockisch als Hilfsspielleiter bei Walter Felsenstein und Oskar Wälterlin an der Oper der Städtischen Bühnen in Frankfurt am Main. Von 1937 bis 1940 wirkte er unter Karl Bauer an Oper und Operette des Stadttheaters in Göttingen, zunächst als Spielleiter, ab 1938 als Oberspielleiter. Bauer nahm Jockisch mit zu den Städtischen Bühnen nach Essen, wo er von 1940 bis 1944 zunächst als Spielleiter, Dramaturg und Leiter des künstlerischen Betriebsbüros, ab 1941 als Oberspielleiter der Oper tätig war. Als er 1941 La dama boba von Ermanno Wolf-Ferrari leitete, sprach die Presse von einer „Kostbarkeit in Essen“ aufgrund der „ungemein stilvollen und musikalischen Inszenierung von Doktor Walter Jockisch“.
In den letzten Monaten des Zweiten Weltkrieges wurde Walter Jockisch als Funker zur Wehrmacht eingezogen.
Zum Kriegsende und in der unmittelbaren Nachkriegszeit wirkte Jockisch erneut in Frankfurt am Main (1947: Igor Strawinsky / Charles Ferdinand Ramuz’ L’Histoire du Soldat), zeitweise wohl auch an der Bayerischen Staatsoper in München. Von 1946 bis 1948 war Jockisch Intendant des Landestheaters in der Orangerie in Darmstadt, an dem er zuvor bereits als Gast inszeniert hatte (1943: Richard Strauss’ Capriccio; 1946 Christoph Willibald Glucks Orpheus und Eurydike). Während dieser Zeit lernte Hans Werner Henze ihn und seine Partnerin Grete Weil (ab 1947) kennen. Entsprechend Henzes retrospektiver Beschreibung war Jockisch ein „hagerer anthroposophischer Pädagoge und Theatermann“.
1948 wurde Jockisch durch Ferdinand Leitner zum Oberspielleiter der Oper an den Württembergischen Staatstheatern nach Stuttgart berufen, wo er bis 1950 tätig war. Während dieser Zeitspanne und danach inszenierte er als Gast unter anderem an den Bühnen in Kiel, erneut am Landestheater Darmstadt und am Landestheater in Hannover (1951: Richard Wagners Die Meistersinger von Nürnberg, 1952: Uraufführung von Henzes Boulevard Solitude, wofür Jockisch zusammen mit Grete Weil nach Antoine-François Prévosts Histoire du chevalier Des Grieux et de Manon Lescaut das Libretto verfasst hatte).
Zwischen 1960 und 1963 wirkte Jockisch unter Intendant Hermann Christian Mettin (1910–1980) als Oberspielleiter der Oper und als künstlerischer Beirat an den Städtischen Bühnen in Oberhausen, bevor er 1964/65 als Oberspielleiter der Oper und Operette an die Städtischen Bühnen nach Heidelberg wechselte.
Als Gastregisseur wurde er weiterhin in Darmstadt aktiv (z. B. 1964: Jacques Offenbachs Daphnis et Chloé), am Theater der Stadt Bonn, in Berlin in der Tribüne am Ernst-Reuter-Platz (L’Histoire du Soldat) sowie in der Schweiz am Stadttheater Luzern. Dort inszenierte er zwischen 1960 und 1968 unter der Direktion von Horst Gnekow rund zwanzig Musiktheaterproduktionen, so unter anderem 1960 Richard Wagners Der fliegende Holländer, 1961 Glucks Orpheus und Eurydike und die Schweizer Erstaufführung von Bertolt Brecht / Kurt Weills Aufstieg und Fall der Stadt Mahagonny, 1962 Wolfgang Amadeus Mozarts Die Hochzeit des Figaro, Gaetano Donizettis Liebestrank und Jacques Offenbachs Orpheus in der Unterwelt, 1963 Giuseppe Verdis Macht des Schicksals, 1964 Mozarts Die Zauberflöte, 1965 Friedrich von Flotows Martha und Carl Millöckers Gasparone, 1966 Ferruccio Busonis Arlecchino und Strawinsky / Ramuz’ Die Geschichte vom Soldaten sowie 1968 Carl Zellers Der Vogelhändler.
Mit Gnekow wechselte Jockisch 1968 an die Städtischen Bühnen nach Münster, wo er bis zu seinem Tod als Oberspielleiter der Oper tätig war.
Walter Jockisch erkrankte im Jahr 1969 an Leukämie und verstarb im darauffolgenden Jahr im Alter von 63 Jahren.
Im Nachlass des Bühnenbildners und Theaterregisseurs Wilhelm Reinking im Deutschen Literaturarchiv Marbach (DLA) ist Korrespondenz mit Walter Jockisch erhalten, außerdem im Privatarchiv von Dr. med. dent. Achim Knolle in Löhne.

## Werke (Auszug)
- als Walther Jockisch: Andreas Gryphius und das literarische Barock, Phil. Diss. Friedrich-Wilhelms-Universität zu Berlin 1929. Erschienen in: Germanische Studien, Heft 89, Emil Ebering, Berlin 1930, OCLC 459626118, Umschlagseite 1 )
- ders.: Die Glückskinder. Steyer Verlag, Wiesbaden / München OCLC 1145279663
- als Walter Jockisch: Boulevard Solitude, Musik: Hans Werner Henze, Libretto: Grete Weil, Szenarium: Walter Jockisch. Schott, Mainz 1976, ISBN 3-7957-3352-9[55][51]

## Recherchehinweis
Aufgrund der Namensähnlichkeit wird Walter Jockisch häufig mit dem Schauspieler Walter Jokisch verwechselt, der auch als Theaterregisseur wirkte. Walter Jockisch ist teilweise auch in der Schreibweise Walther Jockisch verzeichnet, beispielsweise in seiner eigenen Dissertation von 1929, veröffentlicht 1930. Zusätzlich verwirrend erscheint der Umstand, dass sich sein Vater Dr. med. Franz Max Louis Paul Jockisch in den zeitgenössischen Adressbüchern für Danzig und Frankfurt am Main in der Schreibweise Jokisch, Max, eintragen ließ, abweichend von den standesamtlichen Registereinträgen.